# Bogertophis rosaliae
Bogertophis rosaliae is een slang uit de familie Toornslangachtigen (Colubridae) en de onderfamilie Colubrinae..

## Naam en indeling
De wetenschappelijke naam van de soort werd voor het eerst voorgesteld door François Mocquard in 1899. Oorspronkelijk werd de wetenschappelijke naam Coluber rosaliae gebruikt en later werd de slang tot het geslacht Elaphe gerekend.
De soortaanduiding rosaliae betekent vrij vertaald 'wonend in Santa Rosalía'.

## Uiterlijke kenmerken
De kleur is bruin tot roodbruin, de buikzijde is lichter en ongevlekt. Juvenielen hebben lichtere vlekjes die bij oudere dieren verdwijnen. De langwerpige en stompe kop is duidelijk afgesnoerd van de dunne nek, de ogen hebben een ronde pupil. De totale lengte bedraagt ongeveer 85 centimeter met uitschieters tot 1,5 meter.

## Levenswijze
De slang is schemer- en nachtactief, het is een goede klimmer die jaagt op kleine zoogdieren, ook vleermuizen en hagedissen worden gegeten. De slang is niet giftig maar bijt venijnig om zich heen bij aanraking.
Bogertophis rosaliae is eierleggend, de juvenielen kruipen waarschijnlijk tussen juni en oktober uit het ei.

## Verspreiding en habitat
Bogertophis rosaliae komt voor in Noord-Amerika, in de Verenigde Staten in de staat Californië en in Mexico in de staat Baja California. De habitat bestaat uit scrubland, drasland en zowel hete als meer gematigde woestijnen.

## Beschermingsstatus
Door de internationale natuurbeschermingsorganisatie IUCN is de beschermingsstatus 'veilig' toegewezen (Least Concern of LC).